# Manihot brachyandra
Manihot brachyandra är en törelväxtart som beskrevs av Ferdinand Albin Pax och Käthe Hoffmann. Manihot brachyandra ingår i släktet Manihot och familjen törelväxter. Inga underarter finns listade i Catalogue of Life.